# سارا فلپس
سارا فِـلْپس (انگلیسی: Sarah Phelps) نمایشنامه‌نویس، فیلم‌نامه‌نویس و تهیه‌کننده تلویزیونی اهل بریتانیا است.
از فیلم‌ها یا مجموعه‌های تلویزیونی که وی در آن‌ها نقش داشته‌است، می‌توان به ایست‌اندرز، سپس هیچ‌کدام باقی نماندند، قتل‌های ای.بی.سی.، آرزوهای بزرگ، خلأ موقت، انسان بودن، کملوت و رسوایی‌ای بس انگلیسی اشاره نمود.